# Service du travail obligatoire (Belgique)
Pour les articles homonymes, voir Service du travail obligatoire.

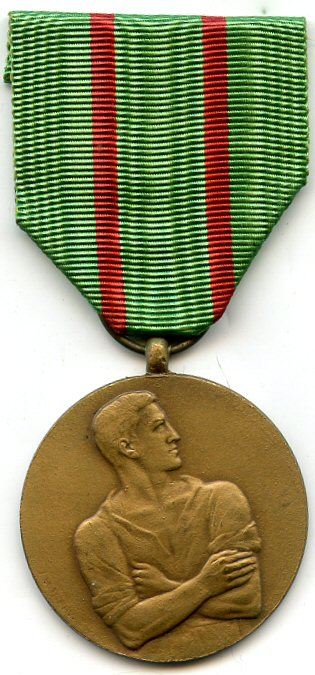
Médaille du réfractaire

Le Service du travail obligatoire (appelé plus couramment en wallon "werbestele", "wèrbèstèle", de l'allemand "Werbestelle") fut mis en place dans toute l'Europe sous domination nazie. Il s'agissait d'organiser le travail forcé et la déportation de travailleurs des territoires conquis à destination de l'Allemagne pour lui permettre de produire son effort de guerre en comblant les vides laissés par la mobilisation massive des Allemands sur le front de l'Est. En Belgique, le STO est instauré par une ordonnance allemande datée du 6 octobre 1942. Elle concerne des centaines de milliers de Belges qui sont contraints à l'exil. Ils sont mis au service de l'industrie, de l'agriculture, des chemins de fer allemands, etc.

## Mise en place
Lors de la Première Guerre mondiale, la Belgique avait eu à pâtir durement de la déportation de contingents de travailleurs, nombre d'entre eux n'étant jamais revenus ou ayant été brisés par la rudesse des conditions d'existence qui leur avaient été réservées. En 1940, le camp de Soltau est encore dans toutes les mémoires. La Militärverwaltung (la tutelle militaire des administrations belges) préfère donc nettement, dans un premier temps, inciter aux départs volontaires.
L'économie de guerre allemande comportait deux axes importants, il s'agissait d'une part de détourner les ressources des territoires conquis au profit de l'Allemagne en contraignant les outils de production à prendre part à l'effort de guerre allemand et, d'autre part, d'intégrer des travailleurs locaux dans l'industrie allemande. Jusqu'à l'ordonnance d'octobre 1942, cette intégration se réalisait sur une base volontaire.
À cette époque, des "bureaux de placement" sont organisés au niveau des Kommandanturen : les Werbestellen et les Allemands mettent en avant dans leur propagande les conditions de travail, le salaire attractif. Ces bureaux dépendaient directement de l'Office national pour l'Emploi et le chômage. En avril 1941, une première ordonnance allemande instaure l'Office national du travail sous la direction d'un membre du VNV, Fritz-Jan Hendriks. À cette époque, l'Office national du travail collabore étroitement avec les Werbestellen. Par ailleurs, les autorités allemandes, afin de rationaliser la production ferment certaines industries pour concentrer la production vers des usines répondant davantage à leurs critères. Ces fermetures mettent sur le "marché du travail" de nombreux travailleurs que l'Office national du travail "préparait" à envisager la poursuite de leur carrière en Allemagne.

## 1942

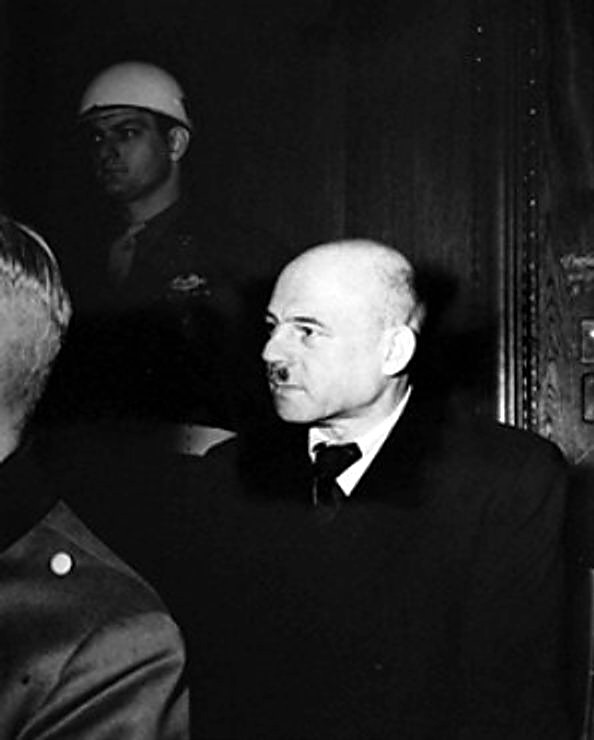
Fritz Sauckel lors de son procès à Nuremberg. Il sera condamné à mort et pendu en 1946.

En 1942, la politique en territoire occupé de l'Allemagne change radicalement d'optique en ce qui concerne son recrutement de main d'œuvre. Adolf Hitler nomme le Gauleiter de Thuringe, Fritz Sauckel pour prendre toute mesure concourant à résoudre le manque de main d'œuvre allemand. De nouvelles mobilisations sont décidées en vue de faire face à la situation critique sur le Front de l'Est. Au printemps 1942, une ordonnance allemande instaure le travail obligatoire mais uniquement pour le territoire belge et le nord de la France. En octobre 1942, l'ordonnance instaure le travail obligatoire en Allemagne. Ce travail obligatoire concerne les hommes de 18 à 50 ans et les femmes de 21 à 35 ans. En juin 1943, le seuil est abaissé à 18 ans. Certaines catégories sont exemptées comme les ouvriers des mines ou les cheminots de la SNCB,.
Cette imposition a de multiples implications en Belgique, au premier rang desquelles l'entrée en clandestinité d'une multitude de personnes tentant d'échapper à la déportation. Elles viennent gonfler les effectifs des organisations de résistance qui les prennent en charge avec l'appui de Londres. D'autres sont contraints de quitter leurs proches pour aller travailler dans un pays inconnu dont ils ignorent la langue et sous la menace des bombardements alliés qui tentent d'enrayer l'industrie allemande. À la suite des protestations des autorités belges, les Allemands renoncent en mars 1943 à la déportation des femmes qui peuvent toutefois être encore affectées au travail obligatoire en Belgique.
En juillet 1943, la mission Claudius-Tybalt décidée par le gouvernement belge en exil à Londres fut confiée à la Sûreté de l’Etat et au Special Operations Executive (SOE). Elle permit d’organiser plus efficacement le financement de l’aide aux réfractaires au STO en Belgique grâce au Réseau Socrate qui évita la déportation à plus de 40 000 jeunes travailleurs.

## Nombre de déportés pour le travail obligatoire
Le nombre de Belges mis au travail obligatoire entre 1939 et 1945 se situe selon une étude allemande entre 350 000 et 400 000. La Militärverwaltung faisait état de 586 746 et l'office national de l'emploi retenait le chiffre de 501 667 départs. Le pic du nombre de Belges mis à l'emploi en Allemagne est atteint en juillet 1943 avec 310 000 travailleurs belges actifs en Allemagne à cette époque. En septembre 1944, ils sont encore 200 000. À l'issue de la guerre, dans une Allemagne en pleine débâcle, ils sont libérés mais complètement livrés à eux-mêmes, ils doivent souvent rentrer en Belgique par leurs propres moyens.